# ヴァイオリンソナタ第9番 (ベートーヴェン)

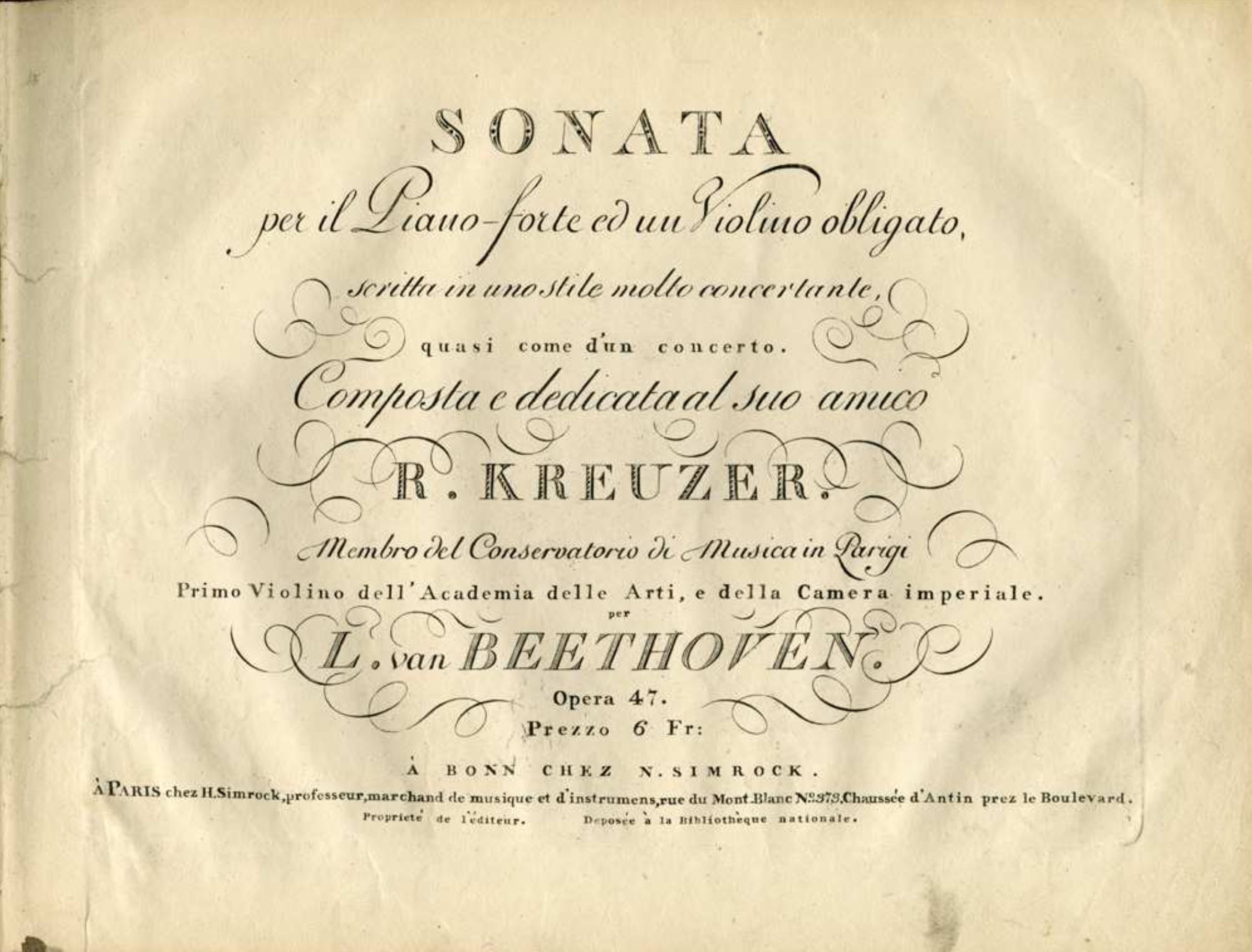
ヴァイオリンソナタ第9番「クロイツェル」の出版譜の初版の表紙

ヴァイオリンソナタ第9番（ヴァイオリンソナタだいきゅうばん）イ長調 作品47 は、ルートヴィヒ・ヴァン・ベートーヴェンが1803年に作曲したヴァイオリンソナタ。

## 概要

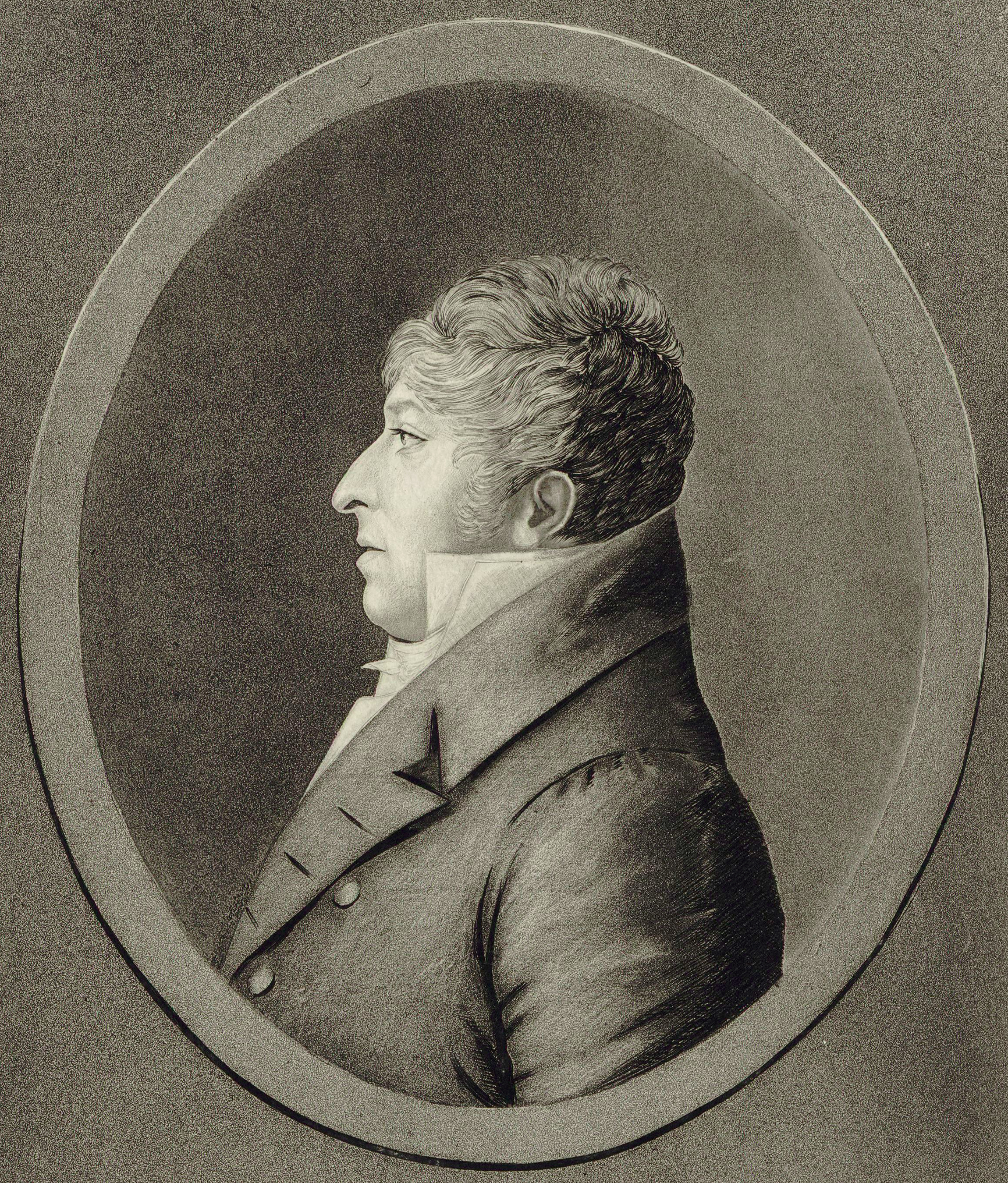
ロドルフ・クロイツェル（クレゼール）

ベートーヴェンの作曲したヴァイオリンソナタの中では、第5番『春』と並んで知名度が高く、ヴァイオリニストのロドルフ・クロイツェル（クレゼール）に捧げられたために『クロイツェル』の愛称で親しまれているが、ベートーヴェン自身のつけた題は『ほとんど協奏曲のように、相競って演奏されるヴァイオリン助奏つきのピアノソナタ』である。
ベートーヴェンは生涯で10曲のヴァイオリンソナタを書いたが、特にこのクロイツェルは規模が大きく、王者の風格をそなえており、ヴァイオリンソナタの最高傑作であるとされる。ベートーヴェン以前の古典派のヴァイオリンソナタは、あくまでも「ヴァイオリン助奏つきのピアノソナタ」であり、ピアノが主である曲が多いが、この曲はベートーヴェン自身がつけた題の通り、ヴァイオリンとピアノが対等であることが特徴的である。技術的にも高度なテクニックが要求される。
ロシアの文豪レフ・トルストイによる小説『クロイツェル・ソナタ』は、この曲に触発されて執筆された作品である。嫉妬心にかられ妻を殺してしまった夫の悲劇が描かれている。ヤナーチェクはこの小説に刺激を受けて、弦楽四重奏曲第1番『クロイツェル・ソナタ』を作曲している。

## 作曲の経緯
この曲は、当時イギリスのプリンス・オブ・ウェールズ（のちのジョージ4世）に仕えていたジョージ・ブリッジタワーが、ウィーンで演奏会を行うにあたって急遽作曲された。作曲が間に合わず、初演の幕が開く寸前まで作曲が行われた。初演では、第1・第2楽章の一部は、大まかにだけ書かれた手書きの楽譜を元に即興的に演奏された。第3楽章は、自身のヴァイオリンソナタ第6番の終楽章であったものを転用した。
ベートーヴェンはこの曲を当初はブリッジタワーに捧げる予定だったが、実際にはクロイツェルに献呈されている。ブリッジタワーの証言によると、ある女性をめぐる対立から不仲となったため献呈者をクロイツェルに変えたという。また、ベートーヴェンがこの年パリへ行く予定だったので、その前に当時フランスで著名なヴァイオリニストであったクロイツェルと親交を深めておこうとしたという事情もあった。しかし、いずれにしても、クロイツェル自身は一度もこの曲を演奏することはなかった。

## 初演
初演は1803年にウィーンでブリッジタワーのヴァイオリンと作曲者自身のピアノによって行われた。

## 曲の構成
- 第1楽章 アダージョ・ソステヌート - プレスト
イ長調 - イ短調、4分の3拍子 - 2分の2拍子、序奏付きソナタ形式。
イ長調の重厚な和音で始まるが､すぐにイ短調に転調し緩やかな序奏が終わる。主部はイ短調のプレストで、ヴァイオリンの激しい動きだけでなく､ピアノにも豪華な役割が与えられている。展開部は第1主題を主に扱い、大きく盛り上がる。ヴァイオリンは音量が小さいのでピアノに伍するために重音を活用しているが、ピアノはユニゾンで単純抑制された役に徹している。随所にアダージョの部分を挟むことで単調さを避けている。

- 第2楽章 アンダンテ・コン ・ヴァリアツィオーネ
ヘ長調、4分の2拍子、主題と4つの変奏曲。
穏やかな主題が提示されたあと変奏が始まる。第2変奏でヴァイオリンは高音域で存在を誇示している。第3変奏はヘ短調。

- 第3楽章 プレスト
イ長調、8分の6拍子、ソナタ形式。
輝かしいタランテラ。終楽章にタランテラを設けるのは、ベートーヴェンの中期に多く見られる技法である。ここでも適宜拍子を変えて緩徐な部分を挿入し、変化をつけてタランテラの野卑さを抑えている。